# Ferrocarril de Birmania

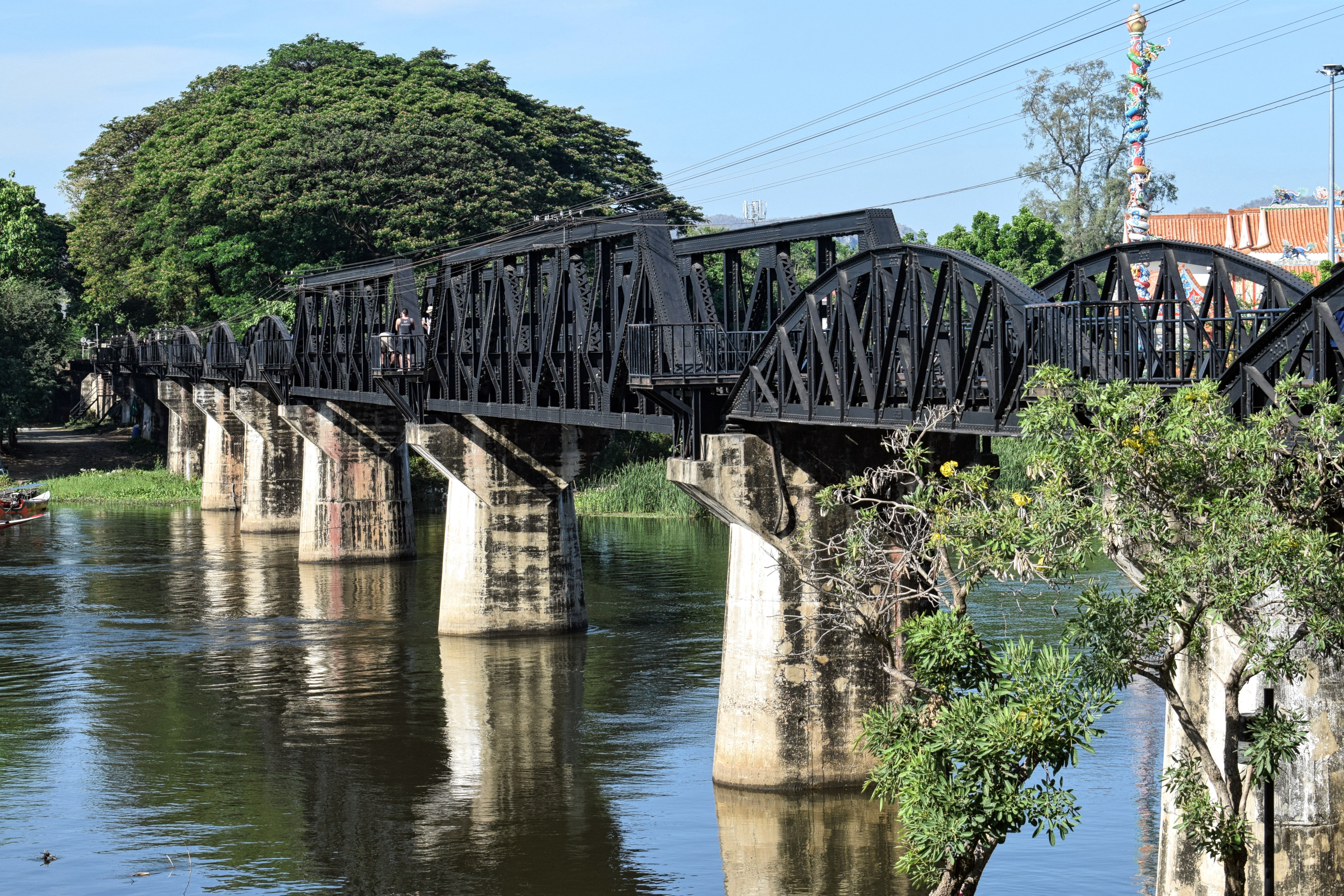
El puente del ferrocarril sobre el río Mae Klong (o el río Kwai Yai) en la provincia de Kanchanaburi, Tailandia. El tramo de este puente se compone de nueve segmentos de armadura curva (originales que datan de la Segunda Guerra Mundial) y dos segmentos de armadura angular (reemplazos por reparación de guerra de Japón después de 1945).

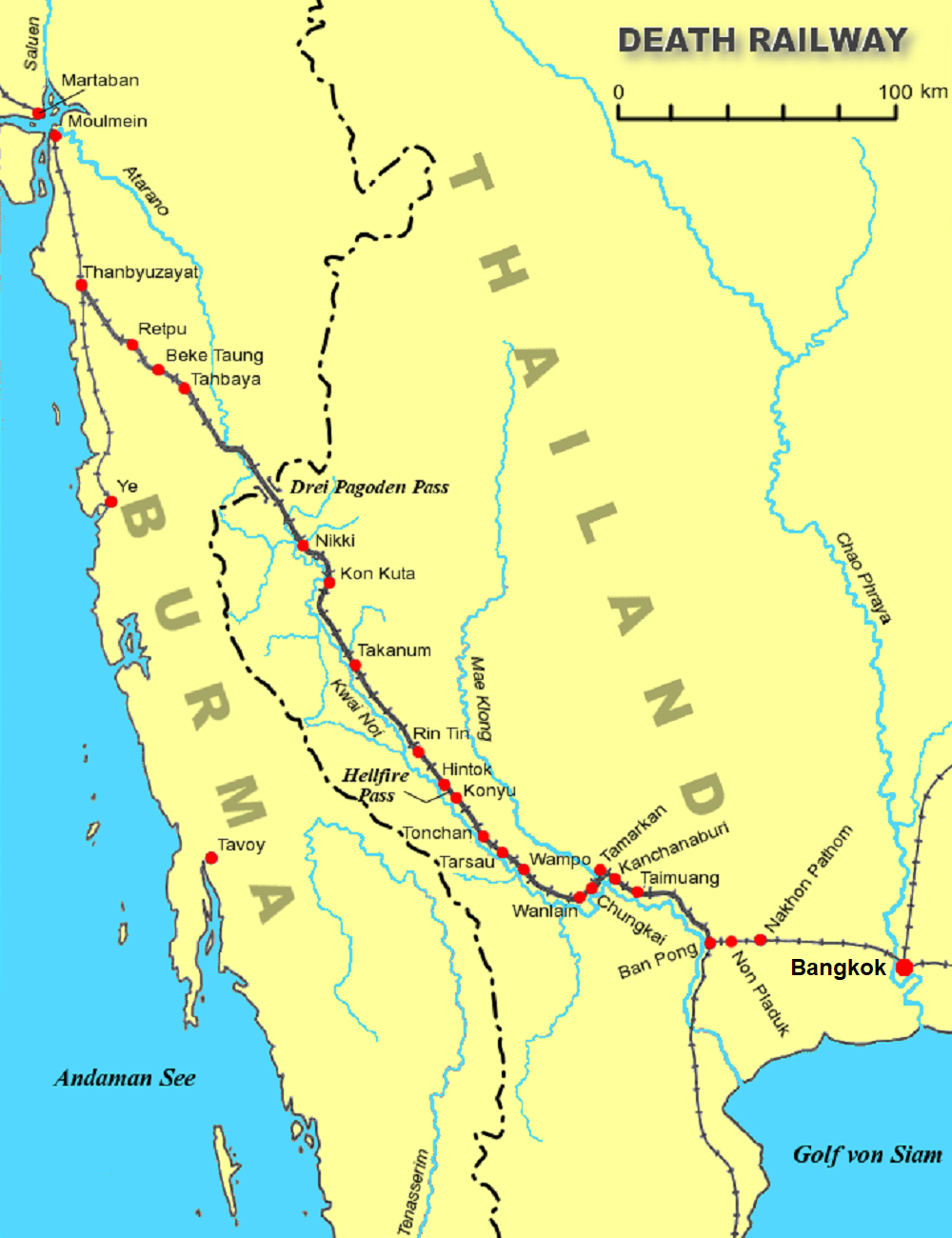
Mapa de la ruta del ferrocarril.

El Ferrocarril de Birmania, también conocido como el Ferrocarril de la Muerte, el Ferrocarril Tailandia-Birmania y otros nombres, era una línea de ferrocarril entre Bangkok, Tailandia y Rangún, Birmania, construida por el Imperio del Japón durante la Segunda Guerra Mundial para apoyar a sus tropas en la Campaña de Birmania.
Para su construcción se utilizó mano de obra forzada. Aproximadamente 180 000 trabajadores asiáticos (en su mayoría romushas de Indonesia) y 60 000 prisioneros de guerra aliados trabajaron en el ferrocarril. De estos, aproximadamente 90 000 trabajadores asiáticos y 16 000 prisioneros de guerra murieron en directa relación por su participación en el proyecto. Los prisioneros de guerra que perecieron allí incluían 6318 británicos, 2815 australianos, 2490 holandeses y 356 estadounidenses, además de un número menor de canadienses y neozelandeses.

## Historia

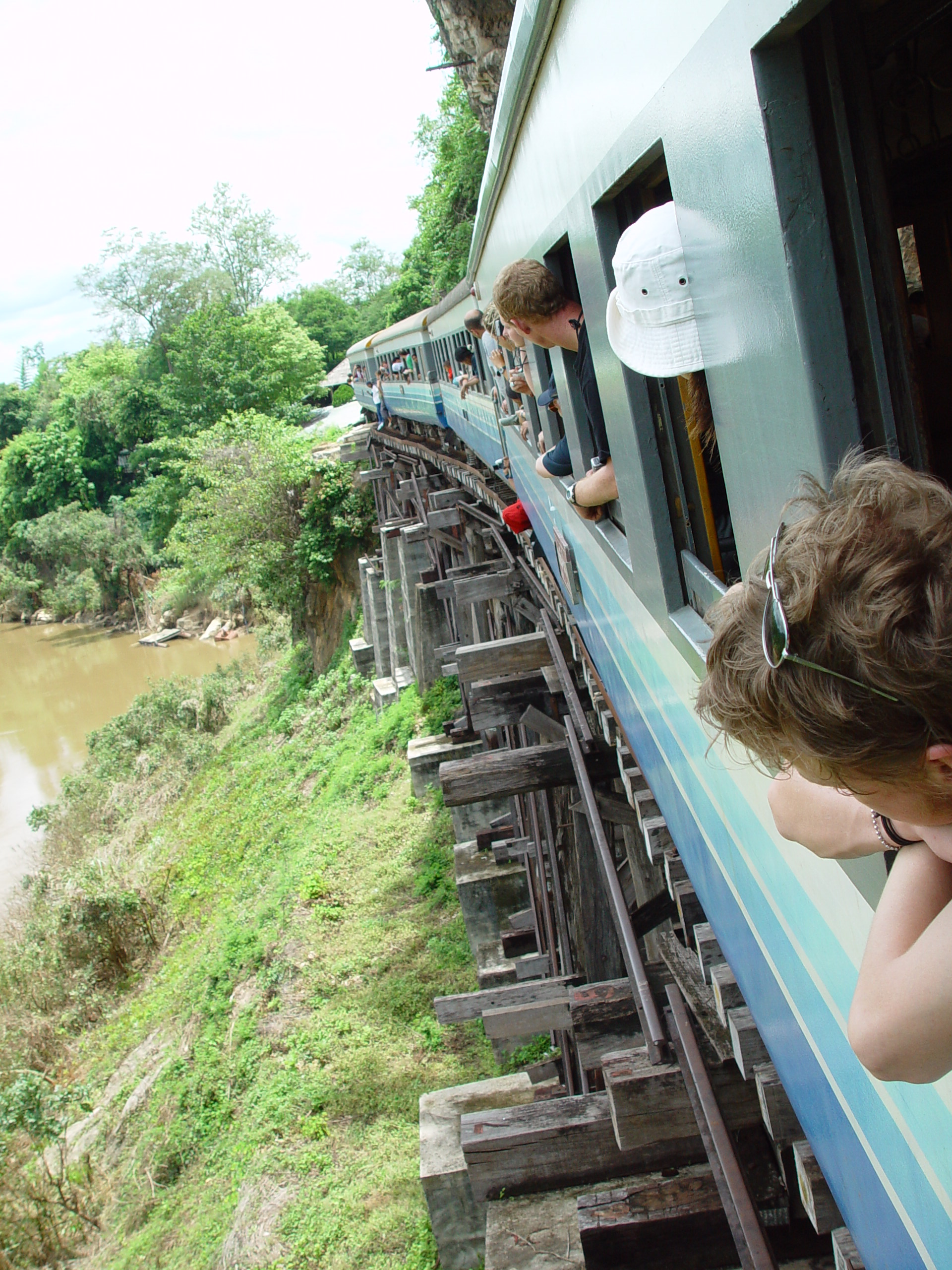
Vista desde el Ferrocarril de la Muerte hoy en día. Río Kwai a la izquierda.

El establecimiento de una línea de ferrocarril entre Tailandia y Birmania había sido estudiada por el gobierno británico de Birmania a principios del siglo XX, pero la ruta propuesta, que atravesaba una selva montañosa dividida por muchos ríos, fue considerada demasiado difícil de completar.
En 1942, las fuerzas militares japonesas invadieron Birmania desde Tailandia y tomaron la colonia de manos de los británicos. Para mantener sus fuerzas en Birmania, los japoneses requerían garantizar la llegada de suministros y tropas, a través del estrecho de Malaca y el mar de Andamán. Esta ruta era vulnerable a los ataques de los submarinos aliados y necesitaban una forma alternativa de transporte. La alternativa más obvia era un ferrocarril. Las fuerzas japonesas iniciaron el proyecto en junio de 1942.
Pretendían conectar Ban Pong en Tailandia con Thanbyuzayat en Birmania, a través del paso de Tres Pagodas. La construcción comenzó en el lado tailandés de la línea el 22 de junio de 1942, y en el lado de Birmania aproximadamente en la misma fecha. Gran parte de los materiales de construcción, incluidos los rieles y los durmientes, los trajeron desde conexiones ferroviarias desmanteladas de la Malasia británica y de las Indias Orientales Neerlandesas.
El 17 de octubre de 1943, las dos secciones de la línea se encontraron a 18 km al sur del paso de Tres Pagodas en Konkuita (Kaeng Khoi Tha, distrito de Sangkhla Buri, provincia de Kanchanaburi). La mayoría de los prisioneros de guerra fueron transportados después a Japón. Aquellos que se quedaron para realizar el mantenimiento de la línea sufrieron terribles condiciones de vida, al igual que intensos bombardeos aliados.
La parte más famosa del ferrocarril es el Puente 277, el puente sobre el río Kwai, que fue construido sobre una parte del río que en ese entonces era conocido como parte del Mae Klong. La asociación con el río Kwai vino del hecho de que gran parte de la sección tailandesa de la ruta seguía el valle de Khwae Noi, siendo Kwai la palabra tailandesa para búfalo de agua. En 1960, debido a la discrepancia entre la realidad y la ficción, la parte del Mae Klong que pasa bajo el famoso puente fue renombrada como el Khwae Yai (en tailandés แควใหญ่, "gran tributario" en español). De todos modos, conviene aclarar que el rodaje de la famosa película protagonizada por Alec Ginness no está localizado en Tailandia sino en Ceilán (actual Sri Lanka), donde aún quedan restos de troncos del puente que volaron, que fue absolutamente real (no se usaron maquetas), por lo que el puente usado en la película no forma parte de esta línea de ferrocarril.
Este puente fue inmortalizado por Pierre Boulle en su libro y en la película basada en el mismo, El puente sobre el río Kwai. Sin embargo, existen muchas opiniones que indican que la película es poco realista y no muestra cómo fueron realmente las condiciones y el tratamiento de los prisioneros. El primer puente de madera sobre el Khwae Yai fue terminado en febrero de 1943, seguido de un puente de concreto (hormigón) y acero en junio de 1943.
Según Hellfire Tours en Tailandia, "Los dos puentes fueron bombardeados con éxito el 13 de febrero de 1945 por la Real Fuerza Aérea Británica (RAF). Hacia el mes de abril, prisioneros de guerra repararon los puentes y éste volvió a operar. El 3 de abril, una segunda ronda de bombardeos de la Fuerza Aérea de los Estados Unidos dañó el puente de madera una vez más. Los trabajos de reparación continuaron y ambos puentes volvieron a funcionar a finales de mayo. Una segunda ronda de bombardeos por parte de la RAF el 24 de junio destruyó el puente de forma permanente. Después de que los japoneses se rindieran, el ejército británico retiró 3,9 kilómetros de líneas en la frontera entre Taliandia y Birmania. Un estudio de los raíles demostró que su pobre construcción no era capaz de soportar tráfico comercial. Los raíles fueron vendidos a los Ferrocarriles de Tailandia y los 130 km en la sección entre Ban Pong y Namtok fueron reconstruidos y se encuentran en uso hoy en día".

### Paso Hellfire

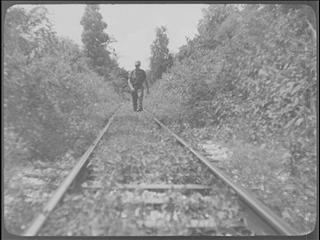
Imagen de 1945.

El paso Hellfire en los montes Tenasserim era una sección de especial dificultad debido a que era el peñasco más grande que se encontraba en el camino del ferrocarril, a lo que se añadía su ubicación muy lejana y la falta de herramientas apropiadas durante la construcción. Australianos, holandeses, británicos y otros prisioneros de guerra, junto con trabajadores chinos, malayos y tamiles, fueron obligados por los japoneses a realizar los cortes. 69 hombres fueron golpeados hasta la muerte por guardias japoneses en las seis semanas que tardó la construcción del paso, y otros muchos más murieron de cólera, disentería, hambre y agotamiento.

### Posguerra
Después de la guerra, el ferrocarril estaba en muy mal estado y necesitaba ser reconstruido para poder ser utilizado por el Ferrocarril Estatal de Tailandia. El 24 de junio de 1949, la sección desde Kanchanaburi a Nong Pladuk (en tailandés: หนองปลาดุก) fue completada; el 1 de abril de 1952, la siguiente sección hasta Wang Pho (Wangpo) fue concluida. Finalmente, el 1 de julio de 1958 la línea fue completada hasta Nam Tok. La sección que está en uso hoy en día tiene una extensión de 130 km. La línea fue abandonada más allá de Nam Tok - Sai Yok Noi. Los rieles de acero fueron reciclados para ser utilizados en la expansión del patio de maniobras de Bangsue, para reforzar la línea doble entre BKK - Banphachi, en la rehabilitación de los rieles desde Thung Song a Trang, y para construir las secciones de Nong Pladuk - Suphanburi y Ban Thung Pho - Khirirat Nikhom. Partes de la ruta fueron abandonadas y convertidas en vías verdes.
Desde los años 1990 ha habido propuestas para reconstruir el ferrocarril en forma completa, pero estos planes no llegaron a concretarse. Debido a que gran parte de la línea ahora está sumergida por la Represa Vajiralongkorn, y que el terreno que la rodea es montañoso, requeriría la construcción de costosos túneles para volver a conectar Tailandia con Birmania por vía férrea.

## Trabajadores

### Condiciones durante la construcción
Las condiciones de vida y trabajo en el Ferrocarril de Birmania eran horrorosas. El total estimado de trabajadores civiles y prisioneros de guerra que murieron construyendo la línea de ferrocarril varía en forma considerable, pero el gobierno australiano estima que de las 330 000 personas que trabajaron allí (incluyendo 250 000 trabajadores asiáticos y 61 000 prisioneros de guerra aliados) aproximadamente 90 000 de los trabajadores civiles y 16 000 soldados aliados perecieron.
La vida en los campos de concentración quedó registrada, con un alto riesgo para sus vidas, por artistas como Jack Bridger Chalker, Philip Meninsky, John Mennie, Ashley George Old y Ronald Searle. Se utilizaba cabello humano como pinceles, sangre y jugos de plantas como pintura y papel higiénico como el "lienzo". Algunos de sus trabajos fueron utilizados como evidencia de crímenes de guerra japoneses. Muchos de ellos se encuentran actualmente en el Memorial de Guerra Australiano, la Biblioteca Estatal de Victoria y el Museo Imperial de la Guerra en Londres.

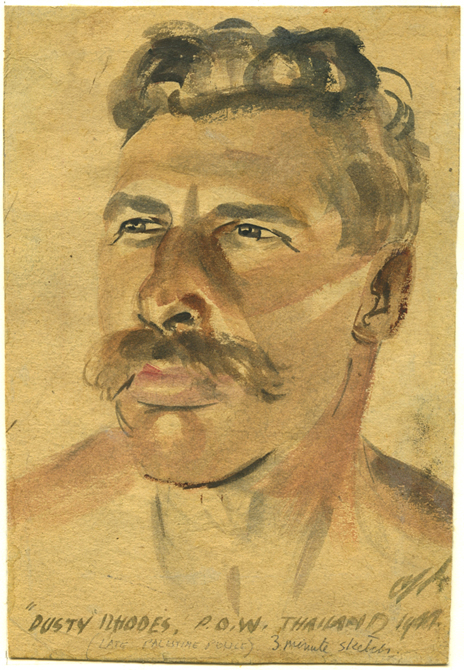
Retrato del prisionero de guerra "Dusty" Rhodes. Un esbozo realizado en tres minutos por Ashley George Old en Tailandia en 1944.

Pero los horrores, el hambre, las enfermedades y las muertes durante la construcción del Ferrocarril Tailandia-Birmania no son toda la historia. Con excepción de los meses de construcción, conocido como el "Speedo" (del inglés speed que significa velocidad), una de las formas en la que los prisioneros de guerra aliados mantenían altos sus espíritus en aquellas condiciones infernales era con la música, recreaciones de teatro y chistes.
Una vez completado el ferrocarril, los prisioneros de guerra aún tuvieron que sobrevivir dos años más antes de su liberación. Durante este tiempo, la mayoría de ellos fueron enviados a hospitales y campos de reubicación donde debían estar disponibles para equipos de mantenimiento o fueron enviados a Japón para aliviar la escasez de mano de obra allí.
Los prisioneros de guerra aliados y los trabajadores civiles asiáticos también fueron utilizados para construir el Ferrocarril del Istmo de Kra desde Chumphon a Kra Buri, y el Ferrocarril de Sumatra, desde Pankabaroe a Moeara.
La construcción del Ferrocarril de Birmania es contada como un crimen de guerra cometido por Japón en Asia. Hiroshi Abe (exsoldado japonés, nacido en 1922), el primer teniente que supervisó la construcción de la línea en Sonkrai, donde más de 3000 prisioneros de guerra murieron, fue sentenciado a muerte como criminal de guerra clase B/C. Su sentencia luego fue conmutada por 15 años de prisión.

### Cementerios y memoriales
Después de la guerra, los restos de la mayoría de los muertos durante la guerra fueron trasladados desde antiguos campos de entierro de prisioneros de guerra y sitios solitarios a lo largo de la línea de ferrocarril a uno de tres cementerios de guerra. La excepción fueron los estadounidenses caídos, que fueron repatriados a los Estados Unidos. (Un total de 902 prisioneros de guerra estadounidenses trabajaron en el ferrocarril – 534 hombres del 131er regimiento de artillería de campo y 368 supervivientes del hundido USS Houston (CA-30); 133 de ellos murieron.)
El cementerio principal de prisioneros de guerra está en la ciudad de Kanchanaburi, donde 6.982 prisioneros de guerra están enterrados, sobre todo británicos, australianos, holandeses y canadienses. También en el cementerio principal está el monumento de Kanchanaburi, que honra a 11 soldados indios de los regimientos británicos que fueron enterrados en cementerios musulmanes locales. Un cementerio más pequeño justo fuera de la ciudad es Chung Kai, con 1.750 tumbas de guerra. Thanbyuzayat en Birmania tiene las tumbas de 3.617 prisioneros de guerra (3.149 miembros de la Commonwealth y 621 holandeses) que murieron en la parte birmana de la línea. Los tres cementerios allí son mantenidos por la Comisión de Tumbas de Guerra de la Commonwealth. 
Varios museos están dedicados a los que perecieron construyendo el ferrocarril. El más grande de estos está en el paso de Hellfire (al norte del término actual en Nam Tok), un corte donde se perdieron el mayor número de vidas. Un monumento australiano está en Hellfire Pass. Otros dos museos están en Kanchanaburi – el museo del ferrocarril de Tailandia-Birmania, abierto en marzo de 2003, y el museo de la guerra de JEATH. Hay una placa conmemorativa en el propio puente de Kwae y una locomotora de vapor histórica del tiempo de guerra está en exhibición.
Una sección conservada de la línea se ha reconstruido en el Arboreto conmemorativo nacional en Inglaterra.

### Personas destacadas que participaron en la construcción
- Anthony Chenevix-Trench (10 de mayo de 1919 – 21 de junio de 1979), Director del Eton College, 1964–1970.
- Sir Albert Coates Oficial médico jefe Australiano en el ferrocarril.
- Sir Ernest Edward "Weary" Dunlop, Cirujano Australiano renombrado por su liderazgo de los prisioneros de guerra en el ferrocarril.
- Herbert James "Ringer" Edwards, Soldado Australiano que sobrevivió la crucifixión a manos de soldados japoneses mientras trabajaba en la línea.
- Ernest Gordon, exdecano presbiteriano de la capilla en la Universidad de Princeton.
- Wim Kan, Comediante y productor de cabaret holandés en el lado birmano del ferrocarril durante el período de construcción y más adelante en el campo del hospital de Nakhon Pathom en Tailandia.
- Leo Britt, productor teatral británico en Chungkai, montaña de Kachu, y Nakhon Nai.
- Norman Carter, productor teatral australiano en Bicycle Camp, Java, en numerosos campamentos en el lado de Birmania de la construcción, y más tarde en Tamarkan, Tailandia.
- Jacob Markowitz, médico canadiense de origen rumano (1901-1969), conocido como el "cirujano de la selva" que se alistó con el Cuerpo Médico del Ejército Real por la razón de ser rechazado en el ejército canadiense por su ascendencia judía. [cita requerida]
- Frank Pantridge, médico británico
- Philip Toosey, Oficial aliado mayor en el puente en el río Kwai
- R.M. Hare, filósofo
- Rohan Rivett – Corresponsal de guerra australiano en Singapur; capturado después de viajar 700 km, predominantemente en bote de remos, de Singapur; Rivett pasó 3 años trabajando en el ferrocarril de Birmania. Escribió un libro que narra los acontecimientos
- Ronald Searle, Dibujante británico creador de los personajes de Escuela St. Trinian,
- Eric Lomax, Autor de The Railway Man, una autobiografía basada en esos sucesos.
- Tan Sri Profesor Sir Alexander Oppenheim, matemático británico, started a POW university for his fellow workers
- Ian Watt (9 de marzo de 1917 – 13 de diciembre de 1999), crítico literario, historiador literario y profesor de inglés en la Universidad de Stanford
- Dr Rowley Richards, Médico australiano que guardó notas detalladas de su tiempo como oficial médico en el ferrocarril. Más tarde escribió un libro detallando sus experiencias.
- Dr Donald Purdie (m. 27 de mayo de 1943), Profesor de Química y Jefe de Departamento, Raffles College, Singapur. Murió durante la construcción del ferrocarril.

## Puentes importantes a lo largo de la ruta según longitud
- 346,40-metros: Puente de hierro sobre el río Kwae Yai en Tha Makham km. 56 + 255.1
- 90-metros: Caballete sobre el río Songkalia km. 294 + 418
- 56-metros: Caballete sobre el río Mekaza km. 319 + 798
- 75-metros: Caballete sobre el río Zamithi km. 329 + 678
- 50-metros: Puente de hormigón sobre el río Apalong km. 333 + 258.20
- 60-metros: Caballete sobre el río Anakui km. 369 + 839.5